# Lagenocarpus comatus
Lagenocarpus comatus là loài thực vật có hoa trong họ Cói. Loài này được (Boeckeler) H.Pfeiff. mô tả khoa học đầu tiên năm 1921.